# Župnija Radomlje
Župnija Radomlje je rimskokatoliška teritorialna župnija dekanije Domžale nadškofije Ljubljana. Župnijska cerkev Svete Marjete je poimenovana po župnijski zavetnici. Lokacija cerkve: 46°10′28.39″N 14°36′57.43″E / 46.1745528°N 14.6159528°E